# 데네비츠 전투
데네비츠 전투(독일어: Schlacht von Dennewitz)는 1813년 9월 6일 프랑스 제국과 제6차 대프랑스 동맹의 프로이센-러시아 연합군 사이에 벌어진 전투이다.

## 서막
1813년 8월 나폴레옹은 프로이센을 전쟁에서 이탈시키기 위해 베를린을 공격할 것을 명했다. 우디노 원수(Marshal Oudinot) 휘하의 군단은 분산되어 목표인 베를린을 향해 진군하였다. 전투는 8월 23일 블랜켄펠트(Blankenfield), 그로스베렌(Grossbeeren), 그리고 스푸텐도르프(Sputendorf) 세 곳에서 각각 벌어졌다. 각각의 경우 연합군이 프랑스군보다 우세했고, 우디노 원수는 비텐베르크(Wittenberg)로 퇴각할 수밖에 없었다. 이에 나폴레옹은 미셸 네 원수(Marshal Michel Ney)에게 지휘권을 인계받아 작전을 진행하도록 명령을 내렸다.

## 전투
58,000명의 병력을 이끌고, 네 원수는 9월 6일 다시금 베를린 공격을 시도했다. 이 와중에 데네비츠에서 스웨덴의 왕세자 카를(Crown Prince Charles of Sweden; 전에 프랑스군의 원수였던 베르나도트(Marshal Bernadotte)이 총지휘를 맡은 프로이센-러시아 연합군과 맞부딪쳤다. 네는 하나의 도로를 이용해 전군을 움직일 계획이었다. 이렇게 함으로써 프랑스군은 한 곳에 집결하여 움직일 수 있었으나, 수 마일의 도로는 프랑스군으로 가득 찼다. 이로 인해 프랑스군의 후속부대가 도착하거나 동맹군의 지원군이 도착하는 와중에 4번이나 전황이 바뀌었다.

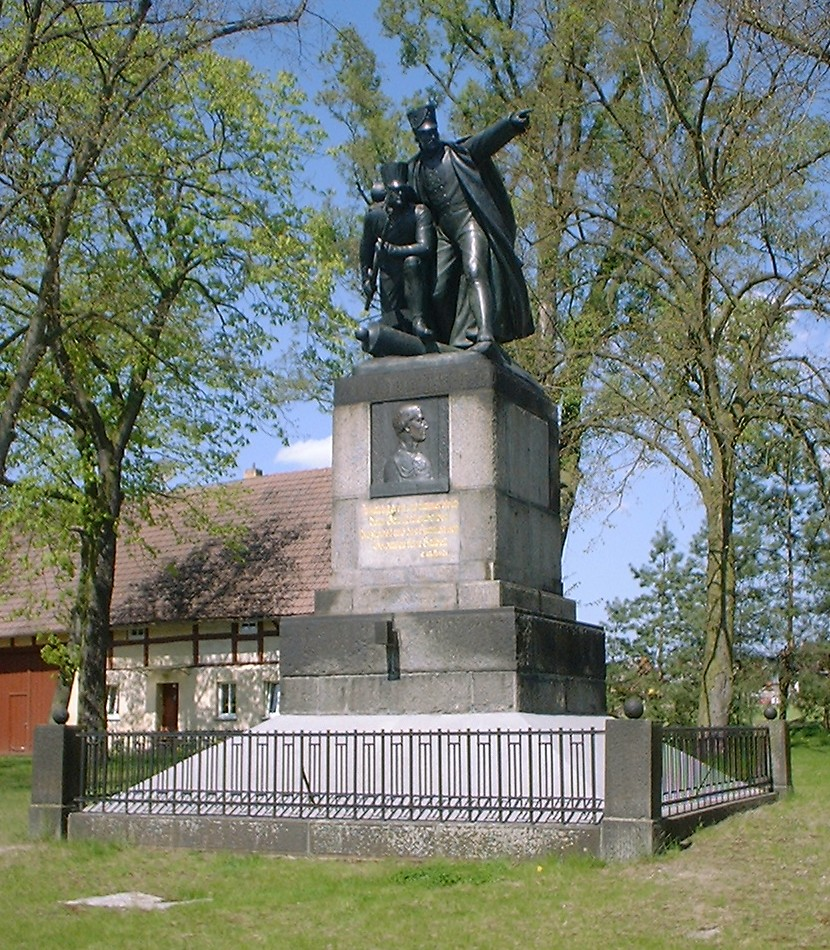
뷜로브 기념비

이 전투는 프랑스군의 상태가 전적으로 완벽한 상태가 아니었다는 것을 보여준다. 당시 프랑스군은 1812년 러시아 원정에서 패배로 인한 기병대 부족으로 고생하고 있었다. 이는 적의 퇴로를 차단하거나 정찰을 하는 데 있어서 심각한 문제를 야기하였다. 그리고 우디노 원수는 자신이 네 원수의 하급자가 된 것에 대하여 불만을 품고 있었기 때문에 프랑스군의 지휘환경은 불안한 상태였다. 네 원수는 제대로 정찰도 하지 않은 상태에서 최대한 빠른 속도로 베를린으로 진격하려 했고, 이때문에 프랑스군은 연합군의 방어선에 정면으로 돌격하게 되었다. 그러나 프랑스군은 용맹하게 싸웠고 베르나도트 휘하의 프로이센군은 퇴각할 상황에 처하였다. 이때 뷜로브(Bülow) 장군 휘하의 원군이 도착하였고, 프로이센군은 다시 방어를 가다듬어 프랑스군과 전투를 벌이기 시작했다. 뷜로브는 이후부터 연합군의 총지휘권을 맡아 전투를 지휘했다.
한쪽이 주도권을 잡았다 다른쪽에 넘겨주기를 반복한 전투가 계속되었다. 그러는 와중에 프랑스군이 우세를 보이기 시작했다. 이때 네 원수는 화가 난 우디노 원수의 지원을 받지 못하는 상황에서 전황을 뒤바꿀 치명적인 실수를 하고 만다. 네 원수는 직접 전투에 뛰어들어 병사들과 함께 싸웠고, 이때 전장에 불어온 모래 바람 때문에 전술적 상황이 어떻게 돌아가는지 알지 못했다. 네 원수는 우디노 원수에게 예비대를 구성할 것을 명령했고, 우디노는 이를 퇴각하라는 것으로 이해하여 병사를 퇴각시켰다. 이에 연합군은 공세를 강화하기 시작했다.
프랑스군은 연합군의 공격을 이겨내지 못하고 퇴각하기 시작했다. 베르나도트는 휘하의 병력을 이끌고 프랑스군의 좌익을 공격하였다. 이미 연합군의 공격에 퇴각하고 있던 프랑스군은 베르나도트의 측면공격에 궤주하였다.
프랑스군은 10,000명의 사상자를 기록하였고, 연합군은 약 7,000명정도가 전투에서 전사하거나 부상을 입었다.

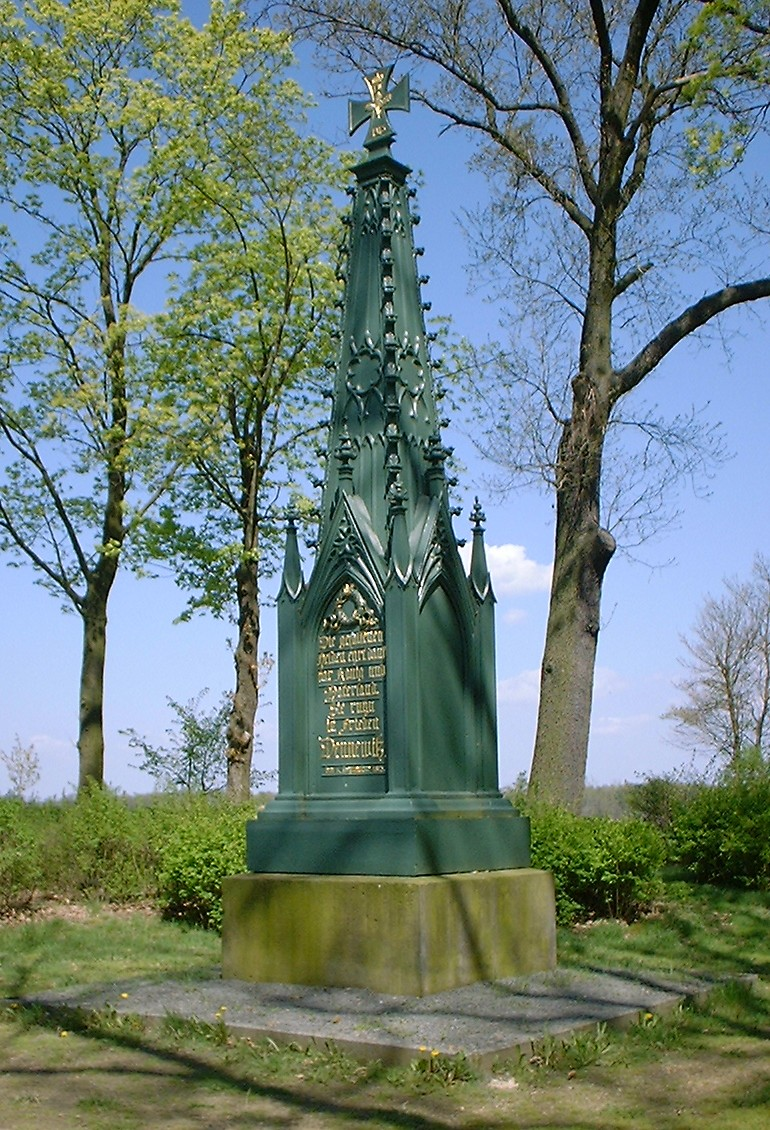
Schinkel 이 만든 전투 기념비

## 영향
베를린 전역에서 프랑스가 패배함에 따라 바바리아가 전쟁에서 이탈하였다. 다른 독일의 군소 국가들도 프랑스 제국을 지원하는 것을 포기하기 시작했다. 프리드리히 빌헬름 폰 뷜로브(Friedrich Wilhelm von Bülow)는 이 전투로 인해 데네비츠 백작이라는 칭호를 받았다.

## 참조
Elting: Swords around a throne.
http://www.napoleonguide.com/battle_dennewit.htm
http://www.napoleonicsociety.com/english/scholarship97/c_oudinot.html
http://opusnet.com/jac4789/scenarios/dennewitz.htm 보관됨 2006-01-11 - 웨이백 머신
Smith, Digby, Napoleonic Battles Data Book, Greenhill, 1998.